# A Small Deadly Space
A Small Deadly Space är det andra och sista studioalbumet av metalgruppen Fight. Det släpptes 1995, liksom tidigare skivor släppt genom Epic Records. På denna skiva tog man även ut svängarna mer.

## Låtlista
1. I Am Alive (4:56)
2. Mouthpiece (3:22)
3. Legacy Of Hate (4:34)
4. Blowout In The Radio Room (4:10)
5. Never Again (3:51)
6. Small Deadly Space (5:19)
7. Gretna Greene (3:52)
8. Beneath The Violence (4:43)
9. Human Crate (6:09)
10. In A World Of My Own Making (13:43)

## Medverkande
- Sång: Rob Halford
- Gitarr: Brian Tilse
- Gitarr: Mark Chaussee
- Bas: Jay Jay
- Trummor: Scott Travis